# Turniej o Złoty Kask 1995
Turniej o Złoty Kask 1995 – cykl zawodów żużlowych, organizowanych corocznie przez Polski Związek Motorowy. W finale, rozegranym we Wrocławiu, zwyciężył Tomasz Gollob.

## Finał
- Wrocław, 25 sierpnia 1995
- Sędzia: Roman Cheładze

| Msc. | Zawodnik              | Klub         | Pkt   |                |  |
| ---- | --------------------- | ------------ | ----- | -------------- |  |
| 1    | Tomasz Gollob         | Bydgoszcz    | 15    | (3,3,3,3,3)    |  |
| 2    | Jarosław Olszewski    | Gdańsk       | 11 +3 | (3,2,0,3,3)    |  |
| 3    | Tomasz Bajerski       | Toruń        | 11 +d | (0,3,3,2,3)    |  |
| 4    | Roman Jankowski       | Leszno       | 10    | (2,3,2,1,2)    |  |
| 5    | Dariusz Śledź         | Wrocław      | 9     | (3,d,3,3,d)    |  |
| 6    | Jacek Gollob          | Bydgoszcz    | 9     | (3,2,1,3,w)    |  |
| 7    | Mirosław Cierniak     | Tarnów       | 9     | (0,1,3,2,3)    |  |
| 8    | Piotr Świst           | Gorzów Wlkp. | 8     | (2,2,2,1,1)    |  |
| 9    | Sławomir Dudek        | Zielona Góra | 6     | (1,0,2,2,1)    |  |
| 10   | Jacek Rempała         | Tarnów       | 6     | (2,1,2,0,1)    |  |
| 11   | Marek Hućko           | Gorzów Wlkp. | 5     | (1,1,1,2,0)    |  |
| 12   | Andrzej Huszcza       | Zielona Góra | 5     | (1,1,1,0,2)    |  |
| 13   | Rafał Dobrucki        | Piła         | 4     | (d,3,d,0,1)    |  |
| 14   | Piotr Markuszewski    | Grudziądz    | 4     | (1,0,0,1,2)    |  |
| 15   | Waldemar Cieślewicz   | Bydgoszcz    | 3     | (0,w,1,0,2)    |  |
| 16   | Marek Kępa            | Lublin       | 2     | (2,u/ns,–,–,–) |  |
|      | rez. Jacek Krzyżaniak | Toruń        | 3     | (2,1)          |  |
|      | rez. Robert Kempiński | Grudziądz    | 0     | (0,0)          |  |